# 1000-talet (millennium)
1000-talet  (ettusentalet) är det 2:a millenniet e.Kr. 

Det pågick mellan 1 januari 1000 och 31 december 1999. En alternativ tolkning är att det pågick mellan 1 januari 1001 och 31 december 2000.

## Viktiga händelser
- 1000 – Jesus återvänder inte, vilket många européer och kristna i Främre orienten hade föreställt sig och planerat inför.
- 1000-talet–1200-talet – Åtta eller nio stora korståg företas i syfte att återerövra Heliga landet och Jerusalem från muslimerna (araberna).
- 1300-talet – Digerdöden (den dighra = stora döden) bryter ut i Kina 1334 och dödar var tredje person i större delen av Asien och i hela Europa. Bland annat skyller man på att judarna förgiftat brunnarna.
- 1500-talet – Protestantiska reformationen. Européerna upptäcker Nya världen och plundrar och ödelägger högkulturerna i Mellan- och Sydamerika samt påbörjar kolonisering.
- 1500-talet – Den transatlantiska slavhandeln inleds; mellan 1525 och 1867 fördes drygt 12 miljoner slavar från Afrika över Atlanten, de flesta av Portugal och Storbritannien.
- 1500-talet – Gustav Vasa valdes till kung av Sverige 6 juni 1523.
- 1600-talet – Koloniseringen av Nordamerika påbörjas av främst engelsmännen.
- 1700-talet – Industriella revolutionen inleds i England.
- 1700-talet – USA:s konstitution ratificeras.
- 1800-1900-talet – Europeisk kolonisering av Amerika, Afrika med mera.
- 1900-talet (första hälften) – Sovjetunionen första kommunistiska staten.
- 1900-talet – Första världskriget utkämpas (20 miljoner döda).
- 1900-talet – Andra världskriget utkämpas (50–65 miljoner döda).
- 1900-talet (andra hälften) – Kalla kriget, månfärderna, Internet.

## Idéer, uppfinningar, upptäckter
- 1300-talet – Trycktekniken (i Europa)
- 1500-talet – Den protestantiska reformationen
- 1700-talet – Ångmaskinen
- 1700-1800-talet – Industriella revolutionen
- 1700-talet – Nationalismen och de moderna nationalstaterna
- 1700-1900-talet – De politiska ideologierna: konservatism, socialism, liberalism
- 1800-talet – Filmen
- 1866 – Dynamiten
- 1869 – Periodiska systemet
- 1900-talet – Kärnvapen
- 1930-talet – Televisionen
- 1930-talet – Kärnkraften
- 1936 – Datorer
- 1980-talet – Internet

## Tidsepoker
- 500-1500-talet – Medeltiden
- 1300-1500-talet – Renässansen
- 1500-talet–1789 – Tidigmoderna tiden
- 1500-talet–idag – Nyare tiden
- 1700-talet – Upplysningstiden
- 1800-talet – Romantiken
- 1800-talet–idag – Modern tid

## Relevanta personer

### A
- Abraham Lincoln
- Adolf Hitler
- Albert Einstein
- Alexander Graham Bell
- Ludvig XIV av Frankrike
- Alfred Nobel
- Anders Celsius
- Astrid Lindgren

### B
- Benjamin Franklin

### C
- Carl Larsson
- Carl von Linné
- Charles de Gaulle
- Charlie Chaplin
- Christofer Columbus
- Christopher Polhem
- Claude Monet

### D
- Djingis Khan
- Dmitrij Mendelejev

### F
- Franklin D. Roosevelt
- Friedrich Nietzsche

### G
- George Washington
- Gustav Vasa
- Gustav II Adolf

### H
- Henry Ford
- Ho Chi Minh

### I
- Isaac Newton
- Immanuel Kant

### J
- Jeanne d'Arc
- Johann Sebastian Bach
- John F. Kennedy
- Josef Stalin
- Jöns Jakob Berzelius

### K
- Karl Benz
- Karl Marx
- Kristian II (Kristian Tyrann)

### L
- Lars-Magnus Ericsson
- Leonardo da Vinci
- Ludvig XIV av Frankrike

### M
- Mahatma Gandhi
- Mao Zedong
- Marie Curie
- Martin Luther
- Michelangelo Buonarroti

### N
- Napoleon Bonaparte
- Niels Bohr
- Nikolaj II av Ryssland

### O
- Oliver Cromwell
- Otto von Bismarck

### P
- Pablo Picasso
- Peter I av Ryssland

### R
- René Descartes
- Ruhollah Khomeini

### S
- Saddam Hussein
- Selma Lagerlöf

### T
- Thomas Aquinas

### V
- Valdemar Atterdag
- Viktoria av Storbritannien
- Vincent van Gogh
- Vladimir Lenin

### W
- Vilhelm II av Tyskland
- William Shakespeare
- William Sturgeon
- Winston Churchill